# Andrena ziziaeformis
Andrena ziziaeformis är en biart som beskrevs av Cockerell 1908. Andrena ziziaeformis ingår i släktet sandbin, och familjen grävbin. Inga underarter finns listade i Catalogue of Life.

## Bildgalleri

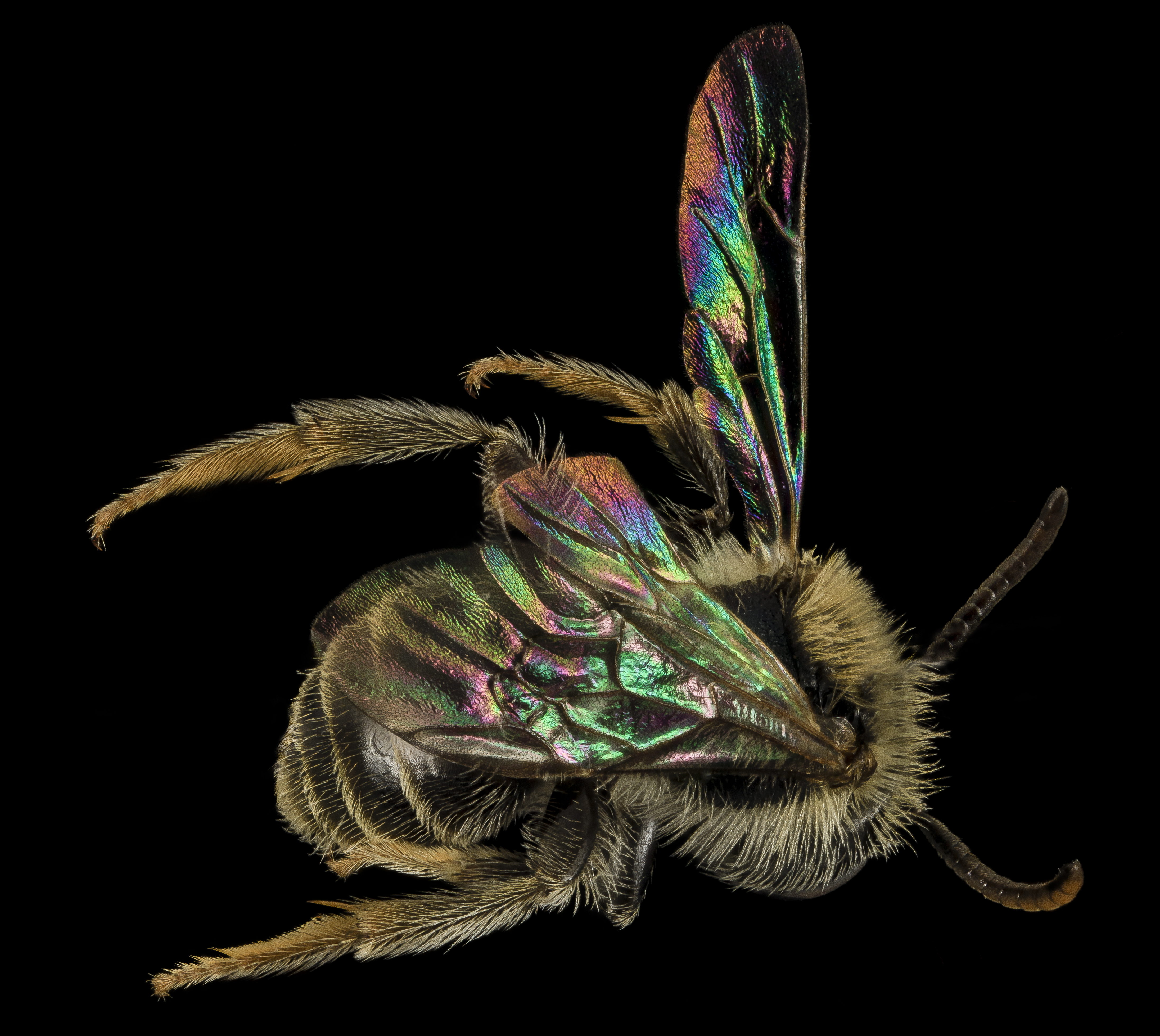
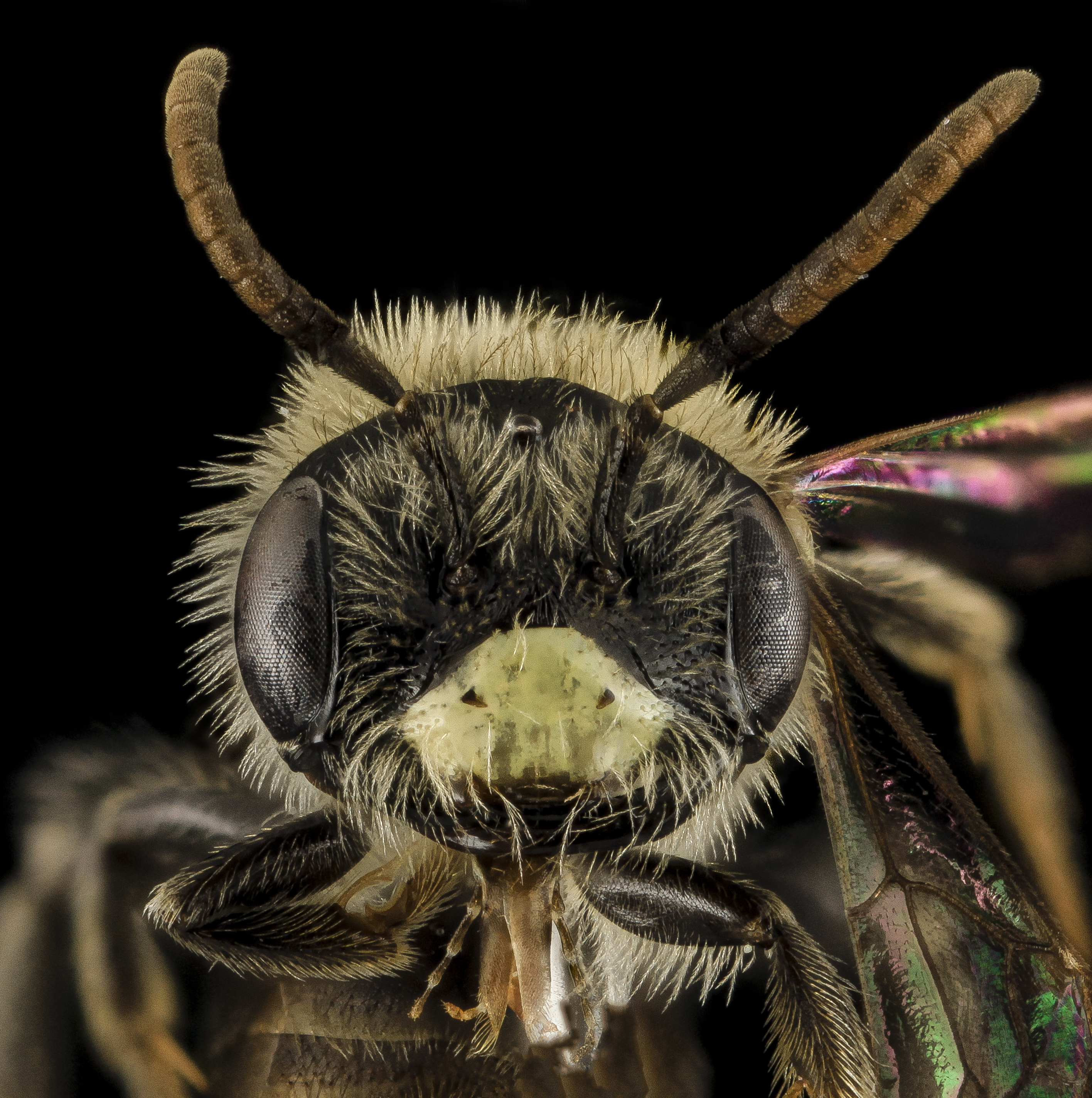